# Andrija Balović
Andrija Balović (Perasto, 18 maggio 1721 – Perasto, 28 luglio 1784) è stato un presbitero, traduttore e storico montenegrino.

## Biografia
Nato da una famiglia patrizia croata, Balović frequentò il seminario a Zara e proseguì gli studi a Loreto al Collegio Illirico, dove conseguì il dottorato in filosofia e teologia. Dal 1753 è stato prete a Risano. Dal 1766 alla sua morte è stato parroco a Perasto e abate dell'Isola di San Giorgio. 
Balović ha tradotto in croato canti di chiesa e opere religiose. È stato anche copista delle opere degli scrittori Vicko Zmajević e Serafino Cerva. Ha scritto una breve opera sulla storia della Dalmazia, ma la sua opera più importante riguarda la storia di Perasto: è conosciuta come Annali di Pirusto, ma il suo vero titolo è Historia della valorosa Nobile Nazione Pirustina, del Seno Rezonnico e della Dalmazia Superiore. 
I manoscritti di Balović sono conservati negli archivi dell'Accademia croata delle scienze e delle arti di Zagabria, negli archivi dell'arcidiocesi e nel Museo della città di Perasto.